# Scinax caprarius
Scinax caprarius es una especie de rana de la familia Hylidae, endémica de Colombia.

## Distribución y hábitat
Se encuentra en los bosques subandinos en el valle medio del Magdalena, abarcando los departamentos de Antioquia, Caldas y Cundinamarca, entre los 935 y 1.065 m de altitud, en áreas muy húmedas, entre 2.800 a 5.000 mm anuales de pluviosidad. Asociada a ambientes acuáticos lénticos, como pequeñas lagunas naturales y reservorios de agua artificiales. Prefiere localizarse entre la vegetación arbustiva que circunda estos ambientes.

## Descripción
El macho registra una longitud rostro-cloacal entre 28,5 y 31,7 mm. Tiene rostro corto, redondeado en vista dorsal y redondeado con una pequeña proyección en la punta, en vista lateral; ojos protuberantes. Piel de las superficies superiores y laterales en la región cefálica, párpados y la porción anterior granular. El dorso es tubercular, de color castaño rojizo a amarillo); coloración de la región axilar, ingle, parte anterior y posterior de los muslos amarillo pálido a brillante, presenta manchas irregulares en la superficie posterior del muslo. Porción supralabial, desde el ojo hasta el tímpano, de color marrón pálido hasta amarillo brillante, con pequeñas manchas irregulares café; saco gular amarillo y vientre blancuzco; piel de las superficies ventrales con saco de la gula liso y vientre areolado; tubérculos cloacales ausentes. Vocalización similar al balido de una cabra, con un promedio de 5,8 notas por cada llamado, la duración de cada llamado es de 0,21 a 0,47 segundos y posee una frecuencia dominante entre 2184-3218 Hz. Presenta huesos verdes.